# Вага (река)
Вага је река у Вологдској и Архангелској области у Русији.
Највећа је лева притока реке Северне Двине дуга 575 km, са сливом од 44.800 km². Просечан годишњи проток воде износи 384 m³/sek. За време високог водостаја пловна је до Вељска. Залеђена је од почетка новембра до краја априла. Позната је по сплаварењу. Већа места на реци су Вељск и Шенкурск.